# Piła
För andra betydelser, se Pila.
Piła (tyska: Schneidemühl) är en stad i Storpolens vojvodskap i nordvästra Polen. Den är belägen vid Gwda, som är en biflod till Noteć.

## Historia
Schneidemühl var tidigare belägen i regeringsområdet Bromberg i den preussiska provinsen Posen. Staden hade 26 126 invånare (1910). Orten hade gymnasium med realskola, katolskt lärarseminarium, dövstumanstalt. Det fanns tillverkning av maskiner, stärkelse, cement, tegel m. m. 
När Tyskland avträdde stora delar av Posen till Polen efter första världskriget blev Schneidemühl huvudstad i restprovinsen Grenzmark Posen-Westpreussen. Efter Tysklands nederlag i andra världskriget hamnade staden öster om Oder-Neisse-linjen och den tyska befolkningen fördrevs.

## Kända personer från staden
- Wolfgang Altenburg (född 1928)
- Dirk Galuba (född 1940), skådespelare
- Heinrich von Brandt (1789–1868), general
- Carl Friedrich Goerdeler (1884–1945), tysk politiker
- Fritz Goerdeler (1886–1945), jurist och motståndsperson
- Andrzej Gronowicz (född 1951), friidrottare
- Maximilian Kaller,
- Hein Kötz (född 1935), jurist
- Erwin Kramer (1902–1979), politiker
- Jo Mihaly (född Elfriede Alice Kuhr) (1902–1989), dansare och författare
- Karl Retzlaw (1896–1979), politiker
- Eberhard Schenk (född 1929), friidrottare
- Bernard Schultze (1915–2005), konstnär
- Stanisław Staszic (1755–1826), präst och aktivist
- Johanna Töpfer (1929–1990), politiker

## Orter i dess nära omgivning
- Falmierowo